# Wasserkran (Eisenbahn)

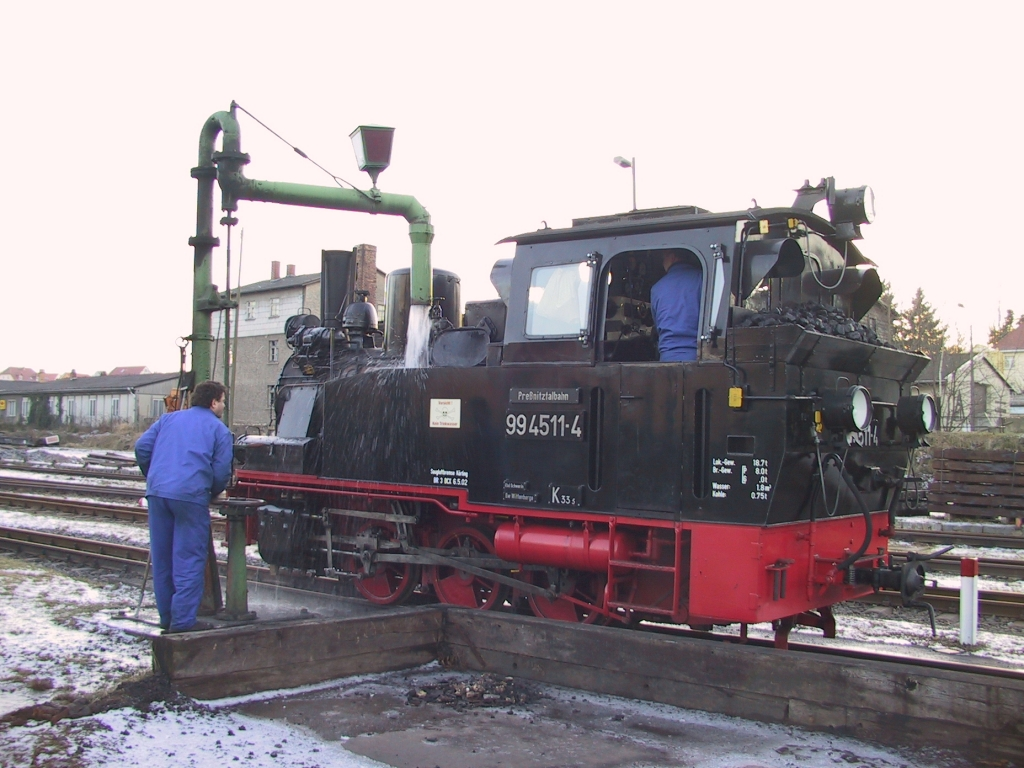
Eine Schmalspurdampflok nimmt Wasser auf

Ein Wasserkran dient zur Versorgung von Dampflokomotiven mit großen Wassermengen für die Dampferzeugung. Dieser Dampf wird nach dem Durchlauf durch die Triebwerks-Zylinder fortlaufend in die Atmosphäre ausgestoßen, daher muss der Wasservorrat im Betrieb regelmäßig nachgefüllt werden. Der normale Wasserkran besteht aus einem senkrechten Rohr mit einem Ausleger-Rohr, das seitlich über die Tank-Einfüllöffnung der Lokomotive bzw. des Tenders geschwenkt werden kann.

## Geschichtliche Entwicklung

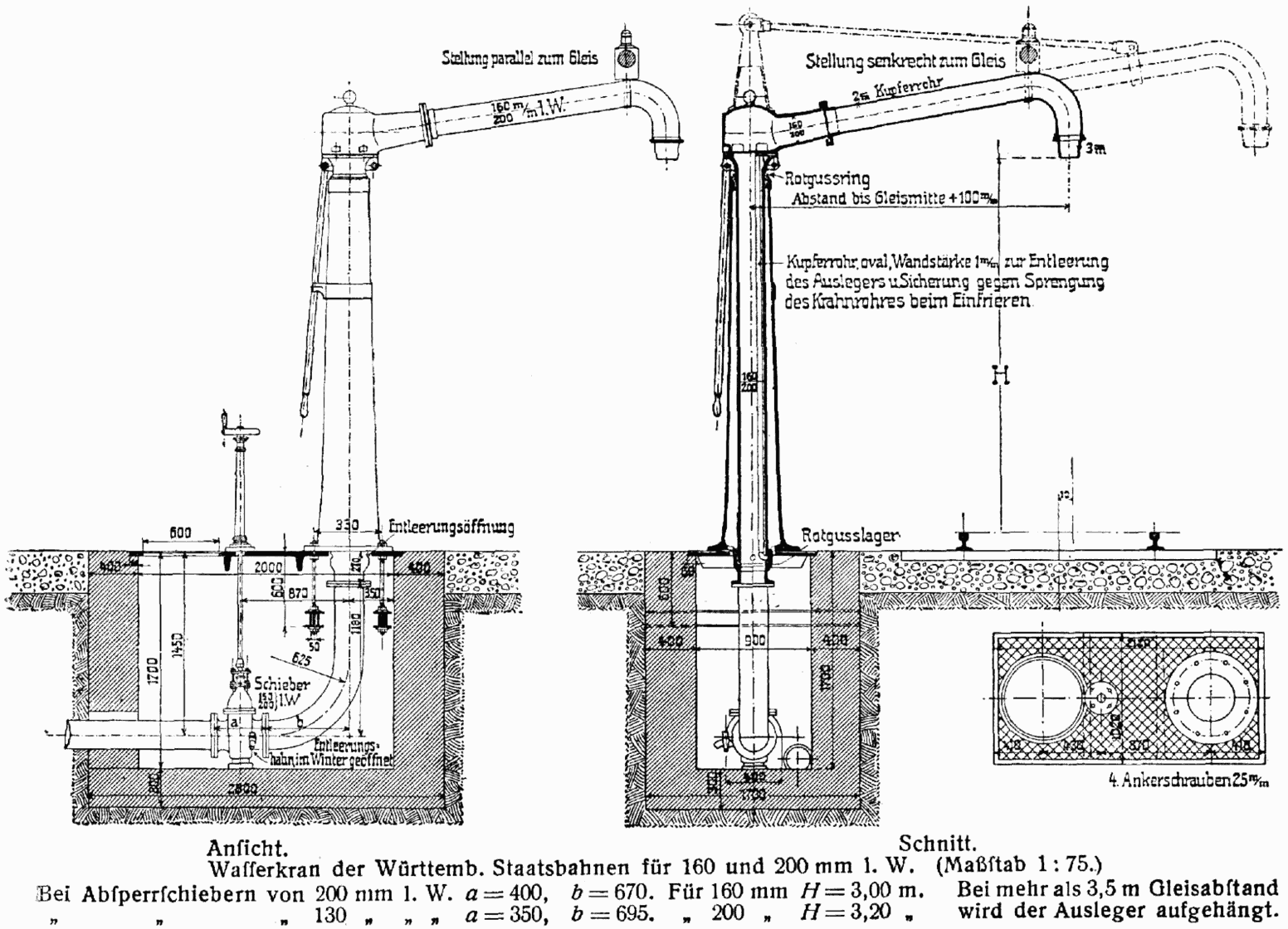
Wasserkran der Württembergischen Staatsbahnen

In der Frühzeit der Eisenbahn waren die Wasserkräne oft an den Wasserstationshäusern oder am Kohlenschuppen direkt an der Hauswand befestigt. Bei späteren Bahnhofsumbauten ersetzte man die Wandwasserkräne durch freistehende Wasserkräne.
Jede Bahngesellschaft des 19. Jahrhunderts hatte ihre eigene Konstruktion, so dass es recht unterschiedliche Bauarten gab. Wasserkräne mit starrem (nur um einen Aufhängepunkt drehbaren) Ausleger erfordern, dass die Dampflokomotive sehr exakt unter dem Auslauf des Wasserkrans hält, was einen langsamen Bremsvorgang voraussetzt (die Fähigkeit von Lokführern, insbesondere mit schweren Zügen sehr exakt für das Wasseraufnehmen anhalten zu können, war ein ausgesprochen hohes Qualitätskriterium ihrer Fahrkunst). Wasserkran-Ausleger mit zusätzlichem Gelenk (preußisch) oder mit verschiebbarer Wasserwanne (bayerisch) ermöglichten, den Auslauf des Wasserkrans in gewissen Grenzen über die Einlauf-Öffnung des Wasserkastens nicht ganz exakt angehaltener Dampflokomotiven oder Tender zu bewegen, was Rangierzeit einsparte. In der Höhe variable Wasserkranausleger erleichterten das Befüllen sehr unterschiedlich hoher Wasserkästen insbesondere bei kleinen Tenderlokomotiven und waren daher manchmal bei Schmalspurbahnen anzutreffen. Die Deutsche Reichsbahn führte ab 1924 die preußischen Konstruktionen eines normalen und eines Gelenkwasserkrans als Einheitsbauarten ein.
Die Durchlaufmenge eines Wasserkrans betrug auf weniger bedeutenden Wasserstationen 1–2 m³/min, wurde aber per Erlass ab etwa 1900 auf 5 m³/min erhöht. Bei Wasserkränen für Lokomotiven mit Schlepptender vor Schnellzügen, die am Bahnsteig rasch mit Wasser befüllt werden mussten, setzte man den Wasserdurchlauf auf 10 m³/min. fest, so dass in nur drei Minuten der Tender gefüllt werden konnte.

## Die Wasserversorgung von Dampflokomotiven
Mit Hilfe von Wasserbehältern in Hanglage oder einem Wasserturm wurde die benötigte Wassermenge und der erforderliche Wasserdruck sichergestellt. In manchen Fällen standen zwei oder drei Wassertürme mehrerer Generationen an einem Ort. Gelegentlich wurden auch Windpumpen eingesetzt. Wasserversorgungsanlagen befanden sich in Deutschland etwa alle 25 bis 30 km, im Mittelgebirge bei besonders steigungsreichen Strecken auch in kürzeren Abständen. Meistens befanden sich die Wasserkräne in den Bahnhöfen am Bahnsteigende zwischen den Gleisen an den Stellen, an denen die Reisezüge mit deren Lokomotiven zu halten hatten. 
In den Lokstationen oder Bahnbetriebswerken (Bw) standen die Wasserkräne in der Regel an der Entschlackungsanlage, manchmal auch am Bw-Ausfahrgleis. In alten Rundschuppen, auch Rotunde oder Heizhausdom genannt, platzierte man zu Beginn der Eisenbahnzeit kleine Wasserkräne am Lokschuppenein- und -ausfahrgleis. Hier befand sich auch der Ausschlackplatz. Später wurden die Wasserkräne in Lokschuppen oft durch Schlauchsysteme ersetzt.
Im strengen Winter mussten die Wasserkräne vor Frost geschützt werden, man umwickelte sie mit Hanf oder erwärmte Säule oder Ausleger mittels offener Stahlkörbe, die mit Kohle oder Koks befeuert wurden.
Durch Zusatz von Soda oder Kalkmilch zum Kesselspeisewasser wurde der Kesselsteinbildung vorgebeugt.
Um Schnellzügen ohne Zwischenhalt zum Wasserfassen fahren zu können, wurden beispielsweise in Großbritannien und den USA sogenannte Tröge eingesetzt.
Heute gibt es nur noch wenige Wasserkräne. Sie dienen in erster Linie musealen Zwecken, so an der „Selfkantbahn“. Der Wasservorrat von Dampflokomotiven wird bei Sonderfahrten daher oft mittels Feuerwehrschläuchen ergänzt, wodurch die Befüllzeiten deutlich länger sind als mit einem Wasserkran.

## Beispiele

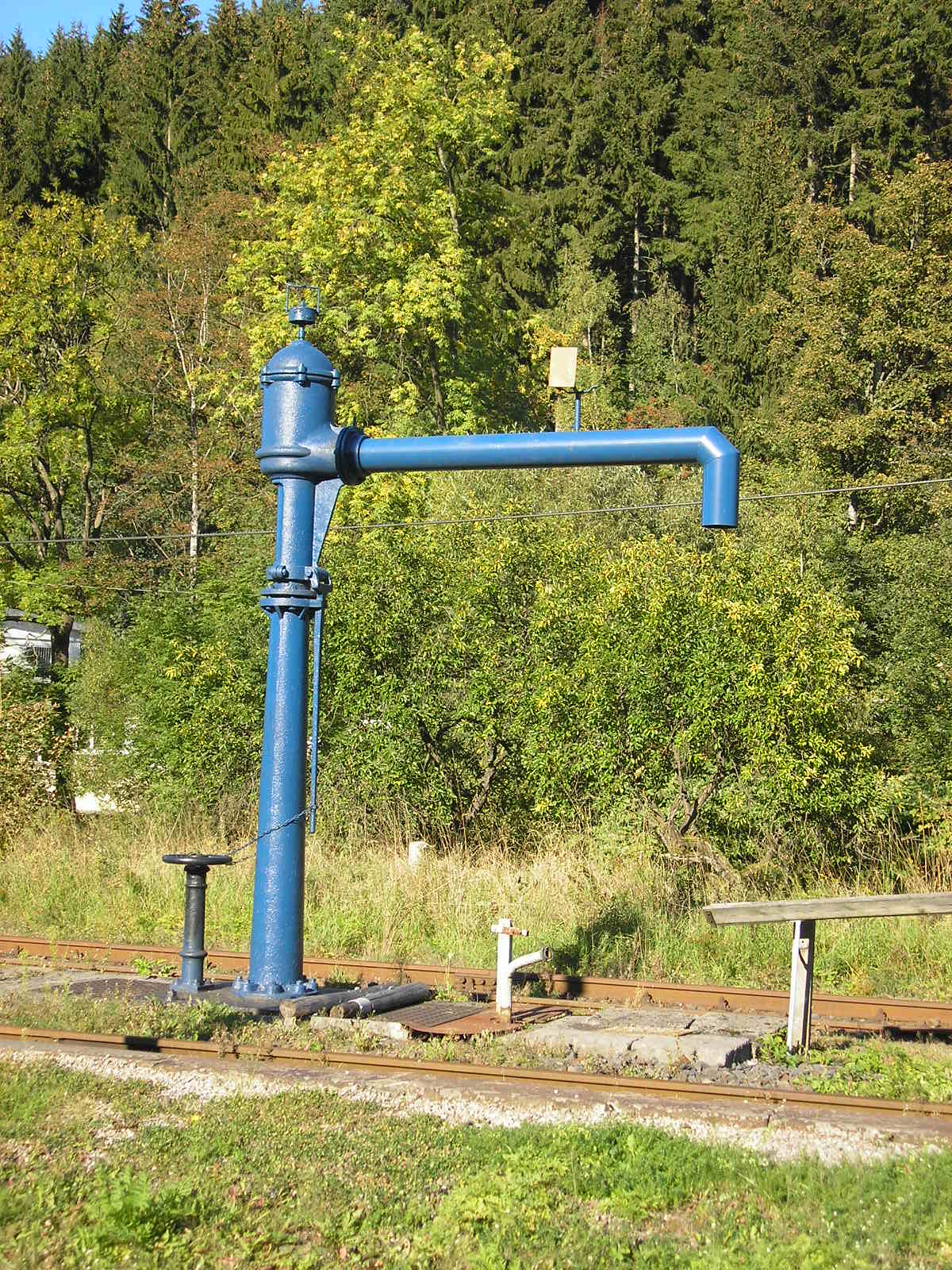
Wasserkran in Stützerbach
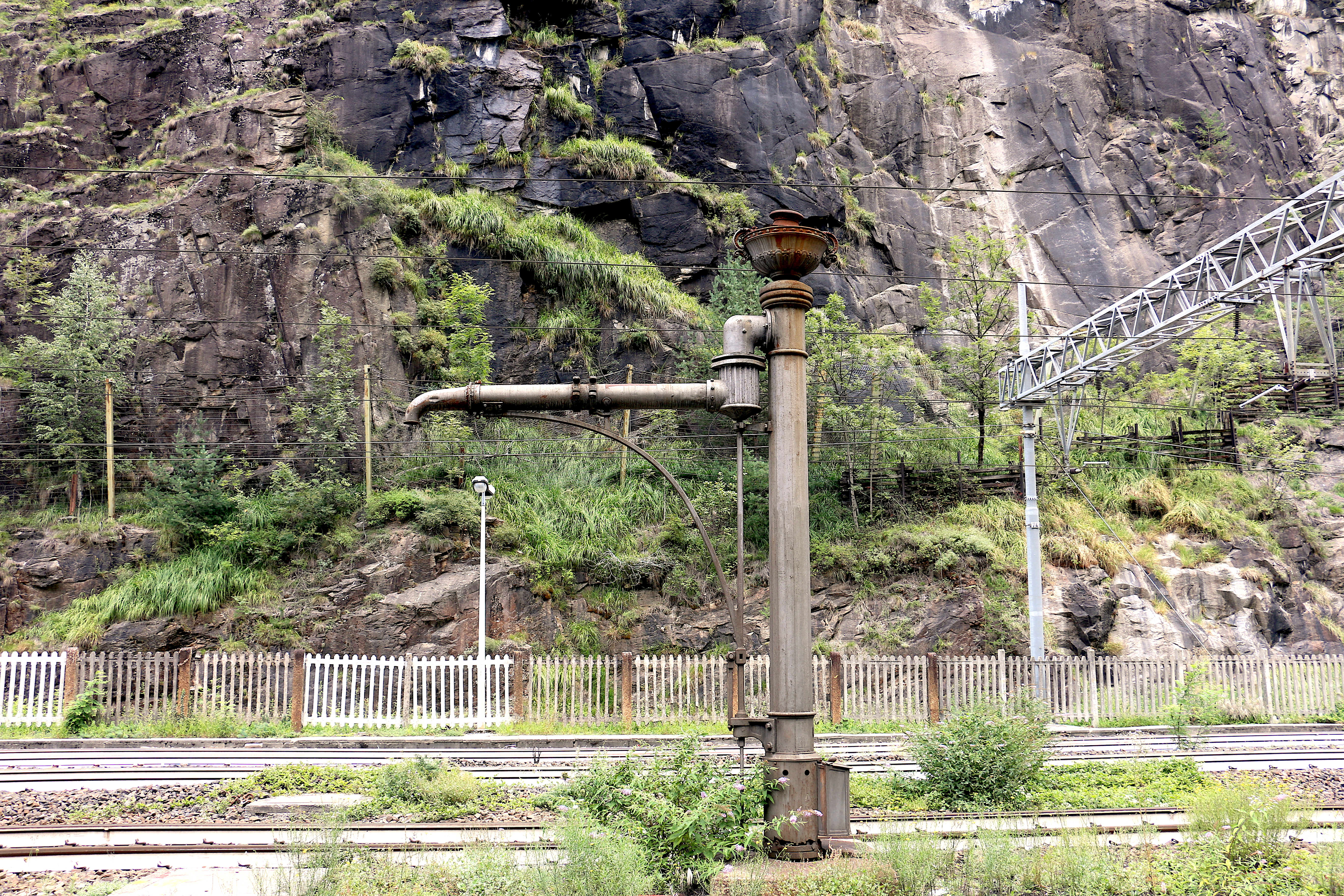
Der Wasserkran im Bahnhof Iselle di Trasquera; bis 1929 im Einsatz. Aufnahme von 2017.
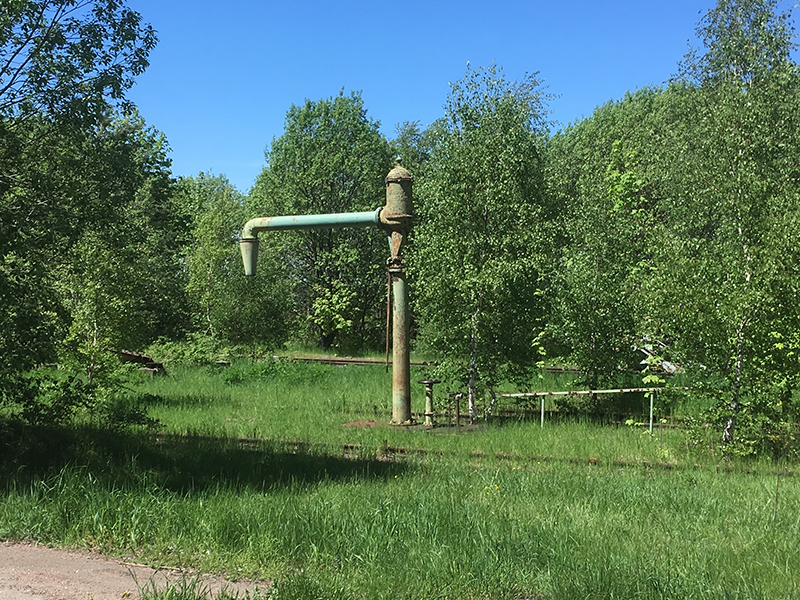
Wasserkran in Altenberg
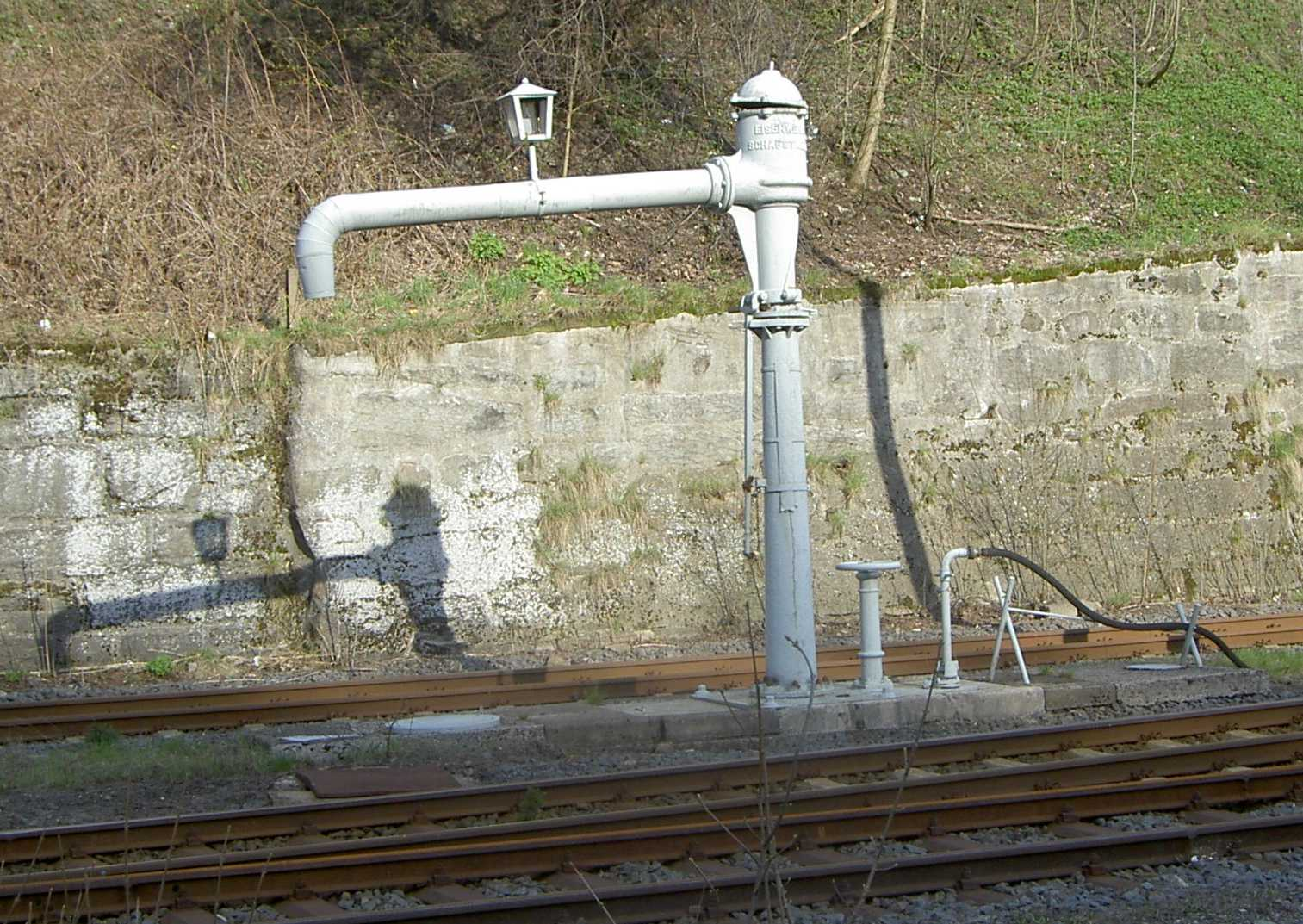
Wasserkran in Lauscha
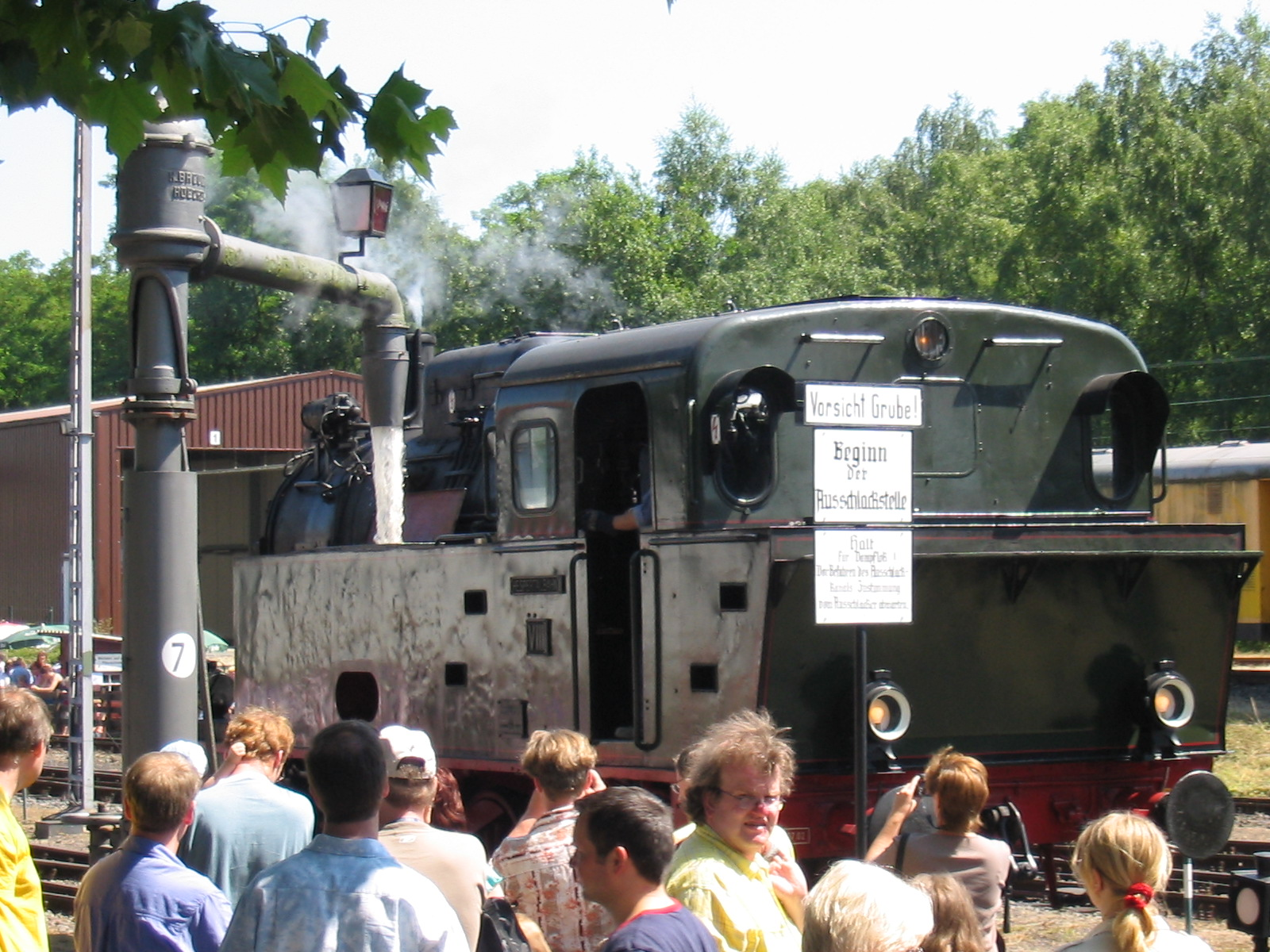
Wasser-Aufnahme im Eisenbahnmuseum Bochum-Dahlhausen

## Hersteller
- Friedrich Wilhelm von Krause